# 感度 (計測機器)
計測機器の分野、およびそれを用いる分野では、感度（かんど）という言葉は、主に以下の2つの意味、すなわち感度限界、感度係数のどちらかである。

## 感度限界 (sensitivity limit)
計測機器が測定し得る最少量を意味する。分解能といわれることもある。言い換えればこの値を下回る測定値の差は、意味をなさないとされる量のことである。何を以って感度限界とするかは、非常に難しい問題で、工業製品については何らかの標準が国際標準化機構などによって定められていることがあるも、計測機器や測定対象などによってさまざまな学説が存在するなど、それ自身が学問の一大問題となる場合がある。通常は、既製品の計測機器には、その値が記載されている。
卑近な例を挙げると、1点刻み100点満点の試験で50点の人と51点の人がどちらが優秀かという問題については、（その間に合格、不合格の境目がある場合もあるがそういった場合をのぞき）ナンセンスと考える人が多いであろう。俗には「どんぐりの背比べ」といわれる類の話である。両者の差が無意味と考える理由は（両者ともその間何らかの勉強等差のつくような行為をしなかったとして）次に似たような試験を行ったとた場合に、序列が維持されるかどうかに疑問があるからである。計測機器示す値の差も、同様な意味でナンセンスな差であることがある。例えばある物体（ここでは棒としよう）の長さを、何らかの原理で長さを測定するモノサシで測定した場合、その測定値が1回目が31.52[cm]であり、2回目が31.51[cm]であったとする。この場合、少なくとも小数点2桁以下の値というのは「1回の測定値」のみからでは意味を成さないと考えるのが妥当であろう。同様の理屈で、このモノサシでの測定値が71.3[cm]の物体Aと71.5[cm]の物体は、どちらが長いのかをこのモノサシの1回の測定値から議論することは意味がない。素朴には、同一の測定物を充分な回数測定し、その標準偏差を以って「感度限界」とする。但し、標準偏差(σ)あるいはそれの何倍（2σ、3σ場合によっては6σ）かを以って感度限界とする方式では、暗に「偶然誤差以外の誤差は存在しない」ことを仮定している。
「1回の測定」からでは意味のない差であっても、「100回測定した場合」には意味を成すことがある。一般にN回測定し、その平均を以って測定値とするN回積算という方法がある。その場合、どの程度までの差が有意なのかは、通常標準誤差を用いることがある。この場合、その測定値の平均値が32.5172… cmというように無限小数となる場合があるが、標準誤差が0.01[cm]ならば、有効数字を小数点2桁とし、それ以下を四捨五入して31.52±0.01 cmのように書く。
また、周波数特性等を勘案して考える場合もある。例えば500 Hz以上の雑音が常に200 mVpp程度載っているが、直流成分の1回の測定値としては50mVpp程度の差までは信頼できるというようなことは充分ありえる。

## 感度係数 (sensitivity coefficient)
計測機器の測定量の大きさと計測機器の出力値の比のこと。オシロスコープのレンジがこれにあたる。通常は、可変である。

### 検出限界
分析化学においては検出限界は感度限界と同義とされる。測定値が互いに相関がなく正規分布をすることを前提として、ブランクの測定値の標準偏差の3倍（Kaiserの限界）、または3.29倍（Currieの限界）を限界とすることが行われている。

### 機器の雑音と検出限界との関係
測定値の変動の原因は実験条件のわずかな変動とともに測定機器の雑音がある。連続測定ではラインの変動となって表れる。信号を増幅しても雑音も増幅されるから信号が雑音より十分大きくないとわかりにくくなるので雑音は感度を制約する要因になる。
機器の雑音の定義としては (1) rms noise：平均値からの変動の2乗の和をn－1で割ったものの平方根、(2) peak to peak noise：一定時間内の最大値と最小値との差、または複数の区間の最大値と最小値の差の平均があり、理論的には (1) を用いるが通常は (2) で表示されている。(1) は標準偏差と同じ数式であるが、観測点間の時間が極めて短いrms noiseでは測定値の間に自己相関があるため標準偏差と同じに扱って数学的に厳密な検出限界を与えることはできない。しかし自己相関がなければ (2) は (1) の約5倍といわれるので (2) はほぼ雑音の範囲を示すとみられ、その2～3倍離れていれば有意差ありとして大体誤りはないと考えられる。（「雑音」の項目の「測定機器の雑音」を参照）